# 飛田康裕
飛田 康裕（とびた やすひろ、1977年 - ）は、日本のインド哲学・仏教学者。早稲田大学高等学院国語科教諭。

## 略歴
富山県立富山中部高等学校出身。早稲田大学第一文学部卒業。岩田孝教授に師事し、同大学文学研究科（東洋哲学専攻）で修士号（文学）を取得。さらに同大学文学研究科（東洋哲学専攻）で博士号（文学）を取得。インドにおけるアビダルマ仏教の思想史的展開、特に説一切有部（Sarvāstivādin）における三世実有論導入の動機について、従来の研究には見られない緻密な分析に基づく仮説を提示した。近年は、部派仏教から大乗仏教、とりわけ大衆部から瑜伽行唯識学派や仏教論理学派に至るまでの「自己認識（svasaṃvedana）」理論の形成と展開を研究対象としている。

## 論文
- 「『識身足論』における三世實有の一理由の考察──なぜ、「觀察されるものは、存在しなければならない」か」『東洋の思想と宗教』23 (2006): (1)–(24).
- 「なぜ、説一切有部の四念住の修習内容は変遷したのか(1)」『論叢 アジアの文化と思想』15 (2006): 1–29.
- 「『識身足論』の三世実有論証における二心和合の問題が占める役割」『印度学仏教学研究』56-1 (2007): (147)–(150).
- 「説一切有部における自己認識否定の発端」『早稲田大学大学院文学研究科紀要』55-1 (2010): 101–112.
- 「三世実有論証に付随してなぜ二心和合の問題が扱われるのか──『識身足論』の帰謬論証における仮説」『久遠：研究論文集』1 (2010): 1–26.
- 「アビダルマ文献に見える仏説の正しさの根拠に関する考察──『識身足論』の三世実有論証をもとに」『日本仏教学会年報』76 (2011): 87–116.
- 「異熟因果の問題は三世実有論導入の動機となりうるか」『早稲田大学高等学院研究年誌』57 (2013): (69)–(86).
- 「『識身足論』における論理的包摂関係をめぐる対論」『久遠：研究論文集』3 (2012): 1–25.
- 「説法と聞法における名称の働き」『久遠：研究論文集』4 (2013): 1–25.
- 「大衆部における自己認識論の形成過程の考察──說一切有部の批判から推測されるその形成過程のモデル」『東洋の思想と宗教』34 (2015): 1–24.
- 「『阿毘達磨大毘婆沙論』における大衆部の自己認識論を批判する第二の帰謬論証の意義」『久遠：研究論文集』6 (2016): 1–19.
- 「『般若心経』の秘められた意図──瑜伽行派文献における「十種散乱」を手がかりに」『早稲田大学高等学院研究年誌』61 (2017): (1)–(40).
- 「『般若心経』の秘められた真実──瑜伽行派文献における「十種散乱」を手がかりに」『早稲田大学高等学院研究年誌』62 (2018): (9)–(66).
- 「円成実性を基軸とする三性説の特徴と思想史上の意義について：三宝尊『仏母般若波羅蜜多円集要義論註』における三性説」『早稲田大学高等学院研究年誌』63 (2019): (9)–(44).
- 「三宝尊『仏母般若波羅蜜多円集要義釈論』の和訳──十種分別散乱総説、無相分別散乱、および、有相分別散乱」『早稲田大学高等学院研究年誌』64 (2020): (41)–(78).
- 「仏教内部における無我をめぐる論争の原因──『阿毘達磨識身足論』の無我論証に基づいて」『早稲田大学高等学院研究年誌』65 (2021): (99)–(134).
- 「三宝尊『仏母般若波羅蜜多円集要義釈論』の和訳──三性説総説、遍計所執性、依他起性、および、円成実性」『早稲田大学高等学院研究年誌』66 (2022): (45)–(76).
- 「三宝尊『仏母般若波羅蜜多円集要義釈論』の和訳──三性説と般若経の経文との関係性」『早稲田大学高等学院研究年誌』67 (2023): (93)–(125).
- 「三宝尊『仏母般若波羅蜜多円集要義釈論』の和訳──倶相分別散乱、毀謗分別散乱、および、如来蔵」『早稲田大学高等学院研究年誌』68 (2024): (1)–(41).